# Xã Niles, Quận Floyd, Iowa
Xã Niles (tiếng Anh: Niles Township) là một xã thuộc quận Floyd, tiểu bang Iowa, Hoa Kỳ. Năm 2010, dân số của xã này là 534 người.